# لکسوس آرایکس
لکسوس آرایکس (Lexus RX) خودرویی است که توسط لکسوس از سال ۱۹۹۸ تاکنون در استان فوکوئوکا و ژاپن تولید شده‌است. طراحی آن موتور جلو، خودرو محور جلو، خودرو چهار چرخ محرک بوده‌است.

## نسل اول

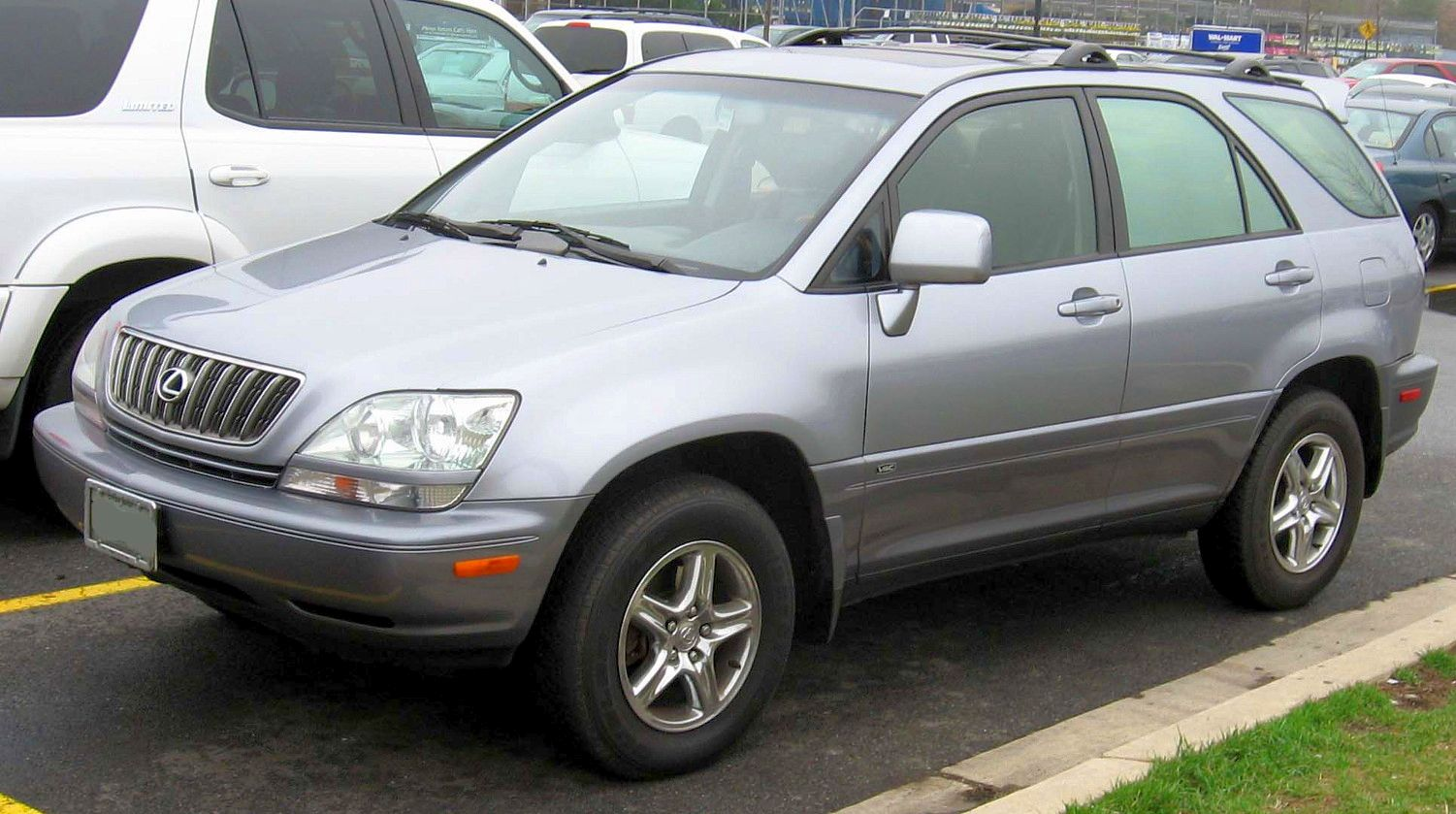
نسل اول لکسوس RX300